# گوری گاندا
گوری گاندا یک فیلم سینمایی محصول کشور هند می‌باشد که در سال ۱۹۶۸ به کارگردانی سوندارا رائو ناداکارنی (به انگلیسی: Sundara Rao Nadakarni) ساخته شد.

## بازیگران
- ناراسیم هاراجو
- میناواتی
- راجا شانکار
- بی. جایا
- ساراسا[۳]